# Oldenburgische Volkszeitung
Die Oldenburgische Volkszeitung (OV) ist eine Tageszeitung mit Sitz in Vechta, die Montag bis Sonnabend erscheint. Zum 1. Januar 2020 fusionierte sie mit der Münsterländische Tageszeitung zur OM-Mediengruppe.

## Geschichte
Die Oldenburgische Volkszeitung erschien erstmals am 1. Januar 1895. Erster Geschäftsführer wurde der Vechtaer Buchhändler Johannes Terwelp. Von zwei Vorgängerzeitungen, deren Verlag der Verlag der Oldenburgische Volkszeitung 1896 aufkaufte, erschienen eine bereits seit 1836. Bis offenbar Ende 1919 führte die Oldenburgische Volkszeitung den Untertitel Tageszeitung für das Herzogtum Oldenburg. Im Kaiserreich und in der Weimarer Republik war sie nach den Nachrichten für Stadt und Land die bedeutendste Tageszeitung des Großherzogtums bzw. des Freistaats. Sie bezeichnet sich im Titelkopf selbst als „christliche Tageszeitung“ und galt lange Zeit als konservative Stimme im traditionell katholisch geprägten Landkreis Vechta.

## Erscheinungsweise und Verbreitung
Sonntags erscheint sie als kostenlose OV am Sonntag. Das Verbreitungsgebiet ist das südliche Oldenburger Münsterland, in dem die OV einen Marktanteil von 95 Prozent besitzt. Verlagsort ist die Kreisstadt Vechta (Niedersachsen). Chefredakteur ist seit 2013 Ulrich Suffner.

## Auflage
Die Oldenburgische Volkszeitung hat wie die meisten deutschen Tageszeitungen in den vergangenen Jahren an Auflage eingebüßt. Die verkaufte Auflage ist in den vergangenen 10 Jahren um durchschnittlich 1,8 % pro Jahr gesunken. Im vergangenen Jahr hat sie um 4,1 % abgenommen. Sie beträgt gegenwärtig 16.665 Exemplare. Der Anteil der Abonnements an der verkauften Auflage liegt bei 94,1 Prozent.
| 1998  | 1999  | 2000  | 2001  | 2002  | 2003  | 2004  | 2005  | 2006  | 2007  | 2008  | 2009  | 2010  | 2011  | 2012  | 2013  | 2014  | 2015  | 2016  | 2017  | 2018  | 2019  | 2020  | 2021  | 2022  | 2023  | 2024  |
| ----- | ----- | ----- | ----- | ----- | ----- | ----- | ----- | ----- | ----- | ----- | ----- | ----- | ----- | ----- | ----- | ----- | ----- | ----- | ----- | ----- | ----- | ----- | ----- | ----- | ----- | ----- |
| 25082 | 24394 | 24543 | 24171 | 24362 | 23711 | 23772 | 23003 | 23158 | 22422 | 22525 | 21790 | 21871 | 21527 | 21807 | 21361 | 21433 | 21217 | 21057 | 20800 | 20844 | 20820 | 20686 | 20152 | 19477 | 18697 | 17936 |